# 애플박스

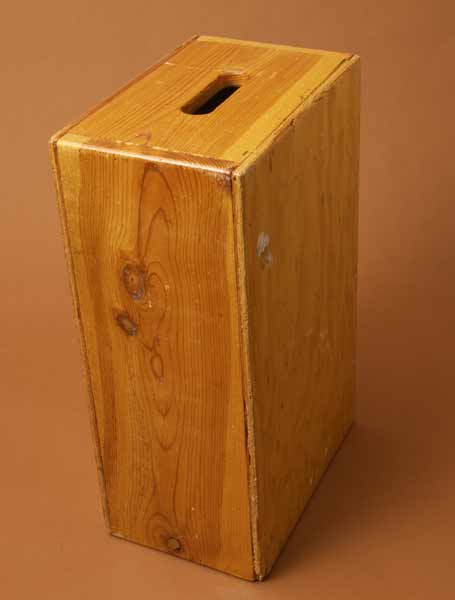
뉴욕 포지션으로 세운 풀 애플박스.

애플박스(Apple boxes)란 영화 제작 산업에서 사용되는 목제 상자들이다. 이런저런 용도로 사용되지만 이름과 달리 진짜 사과를 보관하지는 않는다.
애플박스는 영화 제작 현장에서 가장 흔하게 사용되는 장비로서, 무언가를 받치거나 북돋아야 하는 모든 상황에서 사용된다. 다른 장비를 애플박스 위에 새워서 높이를 맞추거나, 카메라 돌리 트랙의 수평을 맞추거나, 사람이 위에 올라가서 키높이를 하거나, 임시 좌석, 임시 작업대, 임시 접사다리 등 갖은 용도로 사용된다.
사이즈에 따라 다음과 같이 분류된다.
- 풀 애플(Full apple): 20×12×8 인치
- 하프 애플(Half apple): 19.75×12×4 인치
- 쿼터 애플(Quarter apple): 19.75×12×2 인치
- 팬케이크(Pancake): 19.75×12×1 인치

애플박스를 어떻게 놓는지(즉, 박스의 어느 면이 바닥과 접하는지)를 가리키는 용어도 따로 있다.
- 뉴욕(New York) 또는 A 포지션: 가장 좁은 면을 바닥에 붙여 높이 우뚝 세운다. 높이 20 인치.
- 시카고(Chicago) 또는 B 포지션: 길쭉한 면을 바닥에 붙여 가로가 길게 세운다. 높이 12 인치.
- LA 또는 C 포지션: 가장 넓은 면을 바닥에 붙여 눕힌다. 높이 8 인치.